# Lista de barragens do Ceará

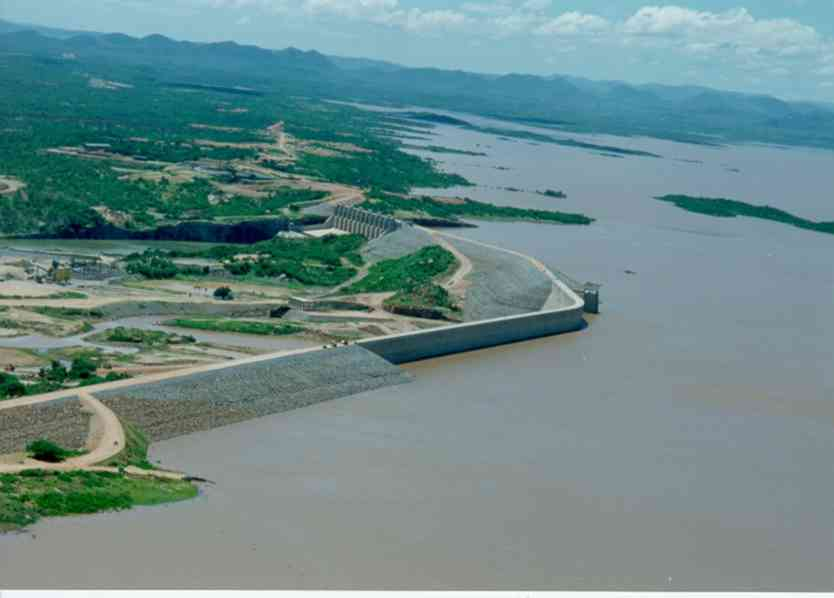
Açude Castanhão, o maior do estado

Lista de açudes e barragens do Ceará já construídos. Em um estado sujeito a longos períodos de seca, tal estratégia foi implementada no sentido de minorar seus efeitos, sendo motivo de comemoração a completa capacidade desses reservatórios.
O Açude Cedro, no município de Quixadá, é considerado o mais antigo do Brasil, cuja construção foi iniciada no ano de 1890. Além do mais antigo açude, localiza-se no estado o maior açude do país, que é o Açude Público Padre Cícero, mais conhecido como Açude Castanhão, localizado em Jaguaribara, com capacidade para acumular até 6 700 000 000 m³ de água.

## Lista
| Açude                               | Município                 | Capacidade (m³) | Conclusão | Bacia Hidrográfica |
| ----------------------------------- | ------------------------- | --------------- | --------- | ------------------ |
| Castanhão                           | Jaguaribara               | 6.700.000.000   | 2003      | Médio Jaguaribe    |
| Orós                                | Orós                      | 1.940.000.000   | 1961      | Alto Jaguaribe     |
| Arrojado Lisboa                     | Banabuiú                  | 1.601.000.000   | 1966      | Rio Banabuiú       |
| Araras (Paulo Sarasate)             | Varjota                   | 891.000.000     | 1958      | Rio Acaraú         |
| Figueiredo                          | Iracema                   | 519.600.000     | 2013      | Médio Jaguaribe    |
| Pedras Brancas                      | Quixadá                   | 434.051.500     | 1978      | Rio Banabuiú       |
| Pereira de Miranda (Pentecoste)     | Pentecoste                | 395.638.000     | 1957      |                    |
| Pacoti/Riachão                      | Horizonte                 | 380.000.000     | 1981      |                    |
| General Sampaio                     | General Sampaio           | 322.200.000     | 1935      |                    |
| Trussu                              | Iguatu                    | 301.000.000     | 1996      | Alto Jaguaribe     |
| Taquara                             | Cariré                    | 274.000.000     | 2012      | Rio Acaraú         |
| Edson Queiroz (Serrote)             | Santa Quitéria            | 254.000.000     | 1987      | Rio Acaraú         |
| Pacajus                             | Pacajus                   | 240.000.000     | 1993      |                    |
| Caxitoré                            | Umirim                    | 202.000.000     | 1962      |                    |
| Arneiroz II                         | Arneiroz                  | 197.060.000     | 2005      | Alto Jaguaribe     |
| Aracoiaba                           | Aracoiaba                 | 170.700.000     | 2002      |                    |
| Pompeu Sobrinho (Choró)             | Choró                     | 143.000.000     | 1934      |                    |
| Jaburu I                            | Ubajara                   | 138.127.743     | 1983      |                    |
| Sitios Novos                        | Caucaia                   | 126.000.000     | 1999      |                    |
| Cedro                               | Quixadá                   | 125.694.000     | 1906      | Rio Banabuiú       |
| Antônio Ferreira Antero (Fogareiro) | Quixeramobim              | 118.820.000     | 1996      | Rio Banabuiú       |
| Jaburu II                           | Independência             | 116.000.000     | 1984      |                    |
| Flor do Campo                       | Novo Oriente              | 111.300.000     | 1999      |                    |
| Atalho                              | Brejo Santo               | 108.250.000     | 1991      | Rio Salgado        |
| Aires de Sousa (Jaibara)            | Sobral                    | 104.430.000     | 1936      | Rio Acaraú         |
| Barra Velha                         | Independência             | 99.500.000      | 1999      |                    |
| Carnaubal                           | Crateús                   | 87.690.000      | 1990      |                    |
| Cipoada                             | Morada Nova               | 86.090.000      | 1992      | Rio Banabuiú       |
| Itaúna                              | Granja                    | 77.500.000      | 2001      | Rio Coreaú         |
| Pirabibu                            | Quixeramobim              | 74.000.000      | 2000      | Rio Banabuiú       |
| Patu                                | Senador Pompeu            | 71.829.000      | 1987      | Rio Banabuiú       |
| Canoas                              | Assaré                    | 69.250.000      | 1999      | Alto Jaguaribe     |
| Mina                                | Jardim                    | 68.000.000      |           |                    |
| Lima Campos (Estreito I)            | Icó                       | 66.382.000      | 1932      | Rio Salgado        |
| Missi                               | Miraíma                   | 65.301.000      | 2011      |                    |
| Castro                              | Itapiúna                  | 63.900.000      | 1997      |                    |
| Gangorra                            | Granja                    | 62.500.000      | 1999      | Rio Coreaú         |
| Riacho do Sangue                    | Solonópole                | 61.424.000      | 1918      | Médio Jaguaribe    |
| Angicos                             | Coreaú                    | 56.050.000      | 1998      | Rio Coreaú         |
| Poço do Barro                       | Morada Nova               | 54.703.500      | 1956      | Rio Banabuiú       |
| Quixeramobim                        | Quixeramobim              | 54.000.000      | 1960      | Rio Banabuiú       |
| Gameleira                           | Itapipoca                 | 52.642.000      | 2012      |                    |
| Acaraú Mirim                        | Massapê                   | 52.000.000      | 1907      | Rio Acaraú         |
| Poço da Pedra                       | Campos Sales              | 52.000.000      | 1958      | Alto Jaguaribe     |
| Várzea do Boi                       | Tauá                      | 51.910.000      | 1954      | Alto Jaguaribe     |
| Forquilha                           | Forquilha                 | 50.132.000      | 1927      | Rio Acaraú         |
| Muquém                              | Cariús                    | 47.643.406      | 2000      | Alto Jaguaribe     |
| Rosário                             | Lavras da Mangabeira      | 47.200.000      | 2001      | Rio Salgado        |
| Riachão                             | Itaitinga                 | 46.950.000      | 1981      |                    |
| Jenipapeiro                         | Baixio                    | 43.400.000      | 2012      | Rio Salgado        |
| Serafim Dias                        | Mombaça                   | 43.000.000      | 1995      | Rio Banabuiú       |
| Tucunduba                           | Senador Sá                | 41.430.000      | 1919      | Rio Coreaú         |
| Malcozinhado                        | Cascavel                  | 37.840.000      | 2002      |                    |
| Manoel Balbino                      | Caririaçu                 | 37.180.000      | 1985      | Rio Salgado        |
| Umari                               | Madalena                  | 35.040.000      | 2011      | Rio Banabuiú       |
| Cachoeira                           | Aurora                    | 34.330.000      | 2000      | Rio Salgado        |
| Manoel Lopes                        | Jaguaribe                 | 34.000.000      | 2007      | Médio Jaguaribe    |
| Gavião                              | Pacatuba                  | 32.900.000      | 1973      |                    |
| Prazeres                            | Barro (Ceará)             | 32.500.000      | 1988      | Rio Salgado        |
| Ubaldinho                           | Cedro                     | 31.800.000      | 1999      | Rio Salgado        |
| Quixabinha                          | Mauriti                   | 31.780.000      | 1967      | Rio Salgado        |
| Realejo                             | Crateús                   | 31.551.120      | 1980      |                    |
| Acarape do Meio                     | Redenção                  | 31.500.000      | 1924      |                    |
| Sousa                               | Canindé                   | 30.840.000      | 1998      |                    |
| Favelas                             | Tauá                      | 30.100.000      | 1988      | Alto Jaguaribe     |
| São José II                         | Piquet Carneiro           | 29.140.000      | 1992      | Rio Banabuiú       |
| Batente                             | Ocara                     | 28.900.000      | 1998      |                    |
| Thomás Osterne (Umari)              | Crato                     | 28.780.000      | 1982      | Rio Salgado        |
| Tejucuoca                           | Tejuçuoca                 | 28.110.000      | 1990      |                    |
| Catu                                | Aquiraz                   | 27.130.000      | 2002      |                    |
| Queimados                           | Pacajus                   | 26.900.000      |           |                    |
| Joaquim Távora (Feiticeiro)         | Jaguaribe                 | 26.772.800      | 1933      | Médio Jaguaribe    |
| Carao                               | Tamboril                  | 26.230.000      | 1980      | Rio Acaraú         |
| Faé                                 | Quixelô                   | 24.408.688      | 2004      | Alto Jaguaribe     |
| Santo Antônio do Aracatiaçu         | Sobral                    | 24.340.000      | 1924      |                    |
| Santo Antônio de Russas             | Russas                    | 24.000.000      | 1927      | Baixo Jaguaribe    |
| Riacho da Serra                     | Alto Santo                | 23.470.000      | 2011      | Médio Jaguaribe    |
| Martinópole                         | Martinópole               | 23.200.000      | 1984      | Rio Coreaú         |
| Mundau                              | Uruburetama               | 21.300.000      | 1988      |                    |
| Olho D'agua                         | Várzea Alegre             | 21.000.000      | 1998      | Rio Salgado        |
| Vieirão                             | Boa Viagem                | 20.960.000      | 1988      | Rio Banabuiú       |
| Jerimum                             | Irauçuba                  | 20.500.000      | 1996      |                    |
| Mamoeiro                            | Antonina do Norte         | 20.400.000      | 2012      | Alto Jaguaribe     |
| Arrebita                            | Forquilha                 | 19.600.000      | 1992      | Rio Acaraú         |
| Benguê                              | Aiuaba                    | 19.560.000      | 2000      | Alto Jaguaribe     |
| Rivaldo Carvalho                    | Catarina                  | 19.520.000      | 1966      | Alto Jaguaribe     |
| São Pedro Timbaúba                  | Miraíma                   | 19.259.000      | 1916      |                    |
| Trapiá II                           | Pedra Branca              | 18.190.000      | 1992      | Rio Banabuiú       |
| Brôco                               | Tauá                      | 17.500.000      |           |                    |
| Diamantino II                       | Marco                     | 17.130.700      | 2014      | Rio Coreaú         |
| Jenipapeiro                         | Deputado Irapuan Pinheiro | 17.000.000      | 1997      | Médio Jaguaribe    |
| Trici                               | Tauá                      | 16.500.000      | 1987      | Alto Jaguaribe     |
| Medeiros                            | Beberibe                  | 14.100.000      |           |                    |
| Poço Verde                          | Itapipoca                 | 13.650.000      | 1955      |                    |
| Carmina                             | Catunda                   | 13.628.000      | 2002      | Rio Acaraú         |
| Diamante                            | Coreaú                    | 13.200.000      | 1988      | Rio Coreaú         |
| Canafistula                         | Iracema                   | 13.110.000      | 1992      | Médio Jaguaribe    |
| Várzea da Volta                     | Moraújo                   | 12.500.000      | 1919      | Rio Coreaú         |
| Farias de Souza                     | Nova Russas               | 12.230.000      | 1983      | Rio Acaraú         |
| Curral Velho                        | Morada Nova               | 12.165.745      |           | Rio Banabuiú       |
| Monsenhor Tabosa                    | Monsenhor Tabosa          | 12.100.000      | 1998      | Rio Banabuiú       |
| Cauhipe                             | Caucaia                   | 12.000.000      | 1999      |                    |
| Amanary                             | Maranguape                | 11.010.000      | 1921      |                    |
| Ema                                 | Iracema                   | 10.390.000      | 1932      | Médio Jaguaribe    |
| São Mateus                          | Canindé                   | 10.340.000      | 1957      |                    |
| Macacos                             | Ibaretama                 | 10.320.337      | 2007      |                    |
| Sucesso                             | Tamboril                  | 10.000.000      | 1988      |                    |
| São Vicente                         | Santana do Acaraú         | 9.845.200       | 1923      | Rio Acaraú         |
| Caracas                             | Canindé                   | 9.630.000       | 1985      |                    |
| Maranguapinho                       | Maranguape                | 9.350.000       | 2012      |                    |
| Itapebussu                          | Maranguape                | 8.800.000       | 2006      |                    |
| Parambu                             | Parambu                   | 8.530.000       | 1992      | Alto Jaguaribe     |
| Uruquê                              | Quixeramobim              | 8.300.000       | 1995      | Rio Banabuiú       |
| Santa Maria do Aracatiaçu           | Sobral                    | 8.200.000       | 1923      |                    |
| Pesqueiro                           | Capistrano                | 8.200.000       | 2008      |                    |
| São José III                        | Ipaporanga                | 7.960.000       |           |                    |
| São José I                          | Boa Viagem                | 7.670.000       | 1988      | Rio Banabuiú       |
| Nova Floresta                       | Jaguaribe                 | 7.610.000       | 1926      | Médio Jaguaribe    |
| Patos                               | Sobral                    | 7.550.000       | 1918      |                    |
| Quinquê                             | Acopiara                  | 7.130.000       | 1990      | Alto Jaguaribe     |
| Hipolito                            | Acarape                   | 6.500.000       | 1975      |                    |
| Potiretama                          | Potiretama                | 6.330.000       | 1992      | Médio Jaguaribe    |
| Salão                               | Canindé                   | 6.049.200       | 1918      |                    |
| Bonito                              | Ipu                       | 6.000.000       | 1924      | Rio Acaraú         |
| Capitão Mor                         | Pedra Branca              | 6.000.000       | 1988      | Rio Banabuiú       |
| Jatobá                              | Ipueiras                  | 6.000.000       | 2012      | Rio Acaraú         |
| Santa Maria                         | Ererê                     | 5.866.800       | 1999      | Médio Jaguaribe    |
| Trapiá III                          | Coreaú                    | 5.510.000       | 1961      | Rio Coreaú         |
| Adauto Bezerra                      | Pereiro                   | 5.250.000       | 1984      | Médio Jaguaribe    |
| Premuoca                            | Uruoca                    | 5.202.625       | 1981      | Rio Coreaú         |
| Desterro                            | Caridade                  | 5.010.000       | 1956      |                    |
| Caldeirão                           | Saboeiro                  | 5.000.000       | 1991      | Alto Jaguaribe     |
| Pedra D'água I                      | Independência             | 4.900.000       |           |                    |
| Itapajé                             | Itapajé                   | 4.850.000       | 2012      |                    |
| Sobral (Cachoeira)                  | Sobral                    | 4.675.000       | 1921      | Rio Acaraú         |
| Serrota                             | Apuiarés                  | 4.571.000       | 1943      |                    |
| São Gabriel                         | Irauçuba                  | 4.565.610       | 1965      |                    |
| Cupim                               | Independência             | 4.550.000       | 1970      |                    |
| João Guerra                         | Itatira                   | 4.430.000       | 2012      | Rio Banabuiú       |
| Rajada                              | Itapipoca                 | 4.000.000       | 1920      |                    |
| Quandu                              | Itapipoca                 | 4.000.000       | 1990      |                    |
| Mons. José Cândido                  | Choró                     | 3.863.000       | 1967      | Rio Banabuiú       |
| Escuridão                           | Canindé                   | 3.700.000       |           |                    |
| Tigre                               | Solonópole                | 3.510.000       | 1991      | Médio Jaguaribe    |
| Cascavel                            | Poranga                   | 3.500.000       | 1990      |                    |
| Forquilha II                        | Tauá                      | 3.400.000       | 1988      | Alto Jaguaribe     |
| Boa Esperança                       | Jaguaretama               | 3.400.000       | 1998      | Médio Jaguaribe    |
| Espirito Santo                      | Tauá                      | 3.300.000       | 1988      | Alto Jaguaribe     |
| Colina                              | Quiterianópolis           | 3.250.000       | 1998      |                    |
| Monte Sion                          | Parambu                   | 3.100.000       | 1990      | Alto Jaguaribe     |
| São Domingos                        | Caridade                  | 3.035.000       | 1977      |                    |
| A Maia                              | Itapajé                   | 3.000.000       |           |                    |
| Estrema                             | Lavras da Mangabeira      | 2.900.000       | 1984      |                    |
| Madeiro                             | Pereiro                   | 2.810.000       | 1998      | Médio Jaguaribe    |
| Tatajuba                            | Icó                       | 2.720.000       | 1996      | Rio Salgado        |
| Parazinho                           | Granja                    | 2.602.000       | 1917      | Rio Coreaú         |
| Ipueira da Vaca                     | Canindé                   | 2.600.000       | 1988      |                    |
| Velame                              | Jaguaribe                 | 2.556.000       | 1920      | Médio Jaguaribe    |
| Buenos Aires                        | Boa Viagem                | 2.500.000       |           | Rio Banabuiú       |
| Guaiúba                             | Pacatuba                  | 2.441.000       | 1916      |                    |
| Penedo                              | Maranguape                | 2.414.000       | 1958      |                    |
| Gomes                               | Mauriti                   | 2.394.000       | 1967      | Rio Salgado        |
| São Domingos II                     | Caririaçu                 | 2.250.000       | 1900      | Rio Salgado        |
| Lagoa das Pombas                    | Aracati                   | 2.231.000       | 1910      | Médio Jaguaribe    |
| Caio Prado                          | Santa Quitéria            | 2.215.000       | 1917      | Alto Jaguaribe     |
| Várzea do Morro                     | Novo Oriente              | 2.200.000       |           |                    |
| Bom Jesus I                         | Sobral                    | 2.100.000       | 1990      | Rio Acaraú         |
| Soares                              | Marco                     | 2.100.000       | 1992      | Rio Acaraú         |
| Aroeiras                            | Nova Russas               | 2.036.800       | 1992      | Rio Banabuiú       |
| Junco                               | Granjeiro                 | 2.030.000       | 1958      | Rio Salgado        |
| Valério                             | Altaneira                 | 2.020.000       | 1995      | Alto Jaguaribe     |
| Germinal                            | Palmácia                  | 2.014.427       | 2017      |                    |
| Trapiá I                            | Caridade                  | 2.010.000       | 1985      |                    |
| Pau Preto                           | Potengi                   | 1.808.767       | 1960      | Alto Jaguaribe     |
| Do Coronel                          | Saboeiro                  | 1.770.000       | 1946      | Alto Jaguaribe     |
| Tavares                             | Barro                     | 1.500.000       |           |                    |
| Marcio Fernandes                    | Iguatu                    | 1.500.000       | 1993      | Alto Jaguaribe     |
| Mocó                                | Aurora                    | 1.500.000       | 1989      |                    |
| São Miguel                          | Itapajé                   | 1.400.000       | 1910      |                    |
| Mocambinho                          | Sobral                    | 1.332.000       | 1910      | Rio Acaraú         |
| Atlântico                           | Quixeramobim              | 1.300.000       |           | Rio Banabuiú       |
| Ibicuitinga                         | Morada Nova               | 1.300.000       |           |                    |
| Boa Esperança I                     | Jaguaretama               | 1.300.000       |           | Médio Jaguaribe    |
| Anjinho                             | Santana do Cariri         | 1.200.000       |           | Alto Jaguaribe     |
| Córrego                             | Groaíras                  | 1.200.000       |           |                    |
| São Caetano                         | Apuiarés                  | 1.200.000       |           |                    |
| Formosa                             | Palmácia                  | 1.156.000       | 1932      |                    |
| Logradouro I                        | Independência             | 1.100.000       |           |                    |
| Flamengo                            | Santa Quitéria            | 1.100.000       | 1988      | Rio Acaraú         |
| Olheiros                            | Acaraú                    | 1.100.000       | 1994      | Rio Acaraú         |
| Caiçaras                            | Banabuiú                  | 1.070.000       | 1988      | Alto Jaguaribe     |
| Jatobá                              | Milhã                     | 1.070.000       | 1997      | Rio Banabuiú       |
| Baú                                 | Pacatuba                  | 1.067.000       | 1917      |                    |
| Janguruçu                           | Fortaleza                 | 1.000.000       | 1922      |                    |
| Oriente                             | Novo Oriente              | 1.000.000       |           |                    |
| Mulungu                             | Itapipoca                 | 991.000         | 1917      |                    |
| Alto Alegre                         | Palmácia                  | 928.000         | 1921      |                    |
| Gentil                              | Quiterianópolis           | 900.000         |           |                    |
| Mutuquinha                          | Banabuiú                  | 900.000         |           |                    |
| Santa Teresa                        | Banabuiú                  | 900.000         |           |                    |
| Tijuquinha                          | Baturité                  | 881.235         | 1917      |                    |
| Santo Antônio                       | Iracema                   | 832.000         | 2001      | Médio Jaguaribe    |
| Novo                                | Araripe                   | 800.000         |           |                    |
| Pelada                              | Quixeramobim              | 800.000         |           |                    |
| Pinga                               | Alcântaras                | 800.000         | 1993      | Rio Coreaú         |
| Almécegas                           | Trairi                    | 700.000         |           |                    |
| Taborda                             | Alto Santo                | 700.000         |           | Médio Jaguaribe    |
| Antonina                            | Antonina do Norte         | 600.000         |           | Alto Jaguaribe     |
| São Gonçalo                         | Irauçuba                  | 600.000         |           |                    |
| Salgado II                          | Quixeramobim              | 600.000         |           |                    |
| Chaval                              | Granja                    | 569.000         | 1922      | Rio Coreaú         |
| Riachinho                           | Granja                    | 505.000         | 1920      | Rio Coreaú         |
| Boa Vista                           | Mombaça                   | 500.000         |           |                    |
| Oiticica                            | São Luís do Curu          | 500.000         |           |                    |
| São Joaquim I                       | Senador Pompeu            | 500.000         |           |                    |
| Vaca Seca                           | Senador Sá                | 500.000         |           |                    |
| Vazante                             | Piquet Carneiro           | 500.000         |           |                    |
| Veneza                              | Quixeramobim              | 500.000         |           |                    |
| Poço Salgado                        | Sobral                    | 400.000         | 1921      | Rio Acaraú         |
| Breguedofe                          | Frecheirinha              | 272.000         | 1910      | Rio Coreaú         |
| São Francisco                       | Itapajé                   | 230.000         | 1920      |                    |
| Frios                               | Umirim                    |                 | 1989      |                    |
| Baixa Fria                          | Monsenhor Tabosa          |                 | 1993      | Rio Banabuiú       |
| Ipaporanga                          | Ipaporanga                |                 |           |                    |
| São Joaquim II                      | Umirim                    |                 |           |                    |
| Bom Jardim                          | Solonópole                |                 |           |                    |
| Bom Jesus II                        | Crateús                   |                 |           |                    |
| Cachoeira I                         | Banabuiú                  |                 |           |                    |
| Calumbi                             | Aurora                    |                 |           |                    |
| Dois Irmãos                         | Choró                     |                 |           |                    |
| Ibuaçu                              | Choró                     |                 |           |                    |
| Ingá                                | Banabuiú                  |                 |           |                    |
| Joãozinho                           | Jati                      |                 |           |                    |
| Logradouro II                       | Canindé                   |                 |           |                    |
| Martins                             | Aurora                    |                 |           |                    |
| Mato Grosso                         | Itatira                   |                 |           |                    |
| Moleque                             | Independência             |                 |           |                    |
| Novas Vidas                         | Ocara                     |                 |           |                    |
| Riacho Fundo                        | Ipu                       |                 |           | Rio Coreaú         |
| Valentim                            | Quixeramobim              |                 |           |                    |
| Genipapeiro                         | Senador Pompeu            |                 |           |                    |
| Catingueira                         | Aurora                    |                 |           |                    |
| Padre Cícero                        | Juazeiro do Norte         |                 |           |                    |
| Rio Grande                          | Araripe                   |                 |           |                    |
| Salgado I                           | Chorozinho                |                 |           |                    |
| Sangarau                            | Santana do Cariri         |                 |           |                    |
| Três Irmãos                         | Lavras da Mangabeira      |                 |           |                    |